# 蒂尔斯海姆
蒂尔斯海姆是德国巴伐利亚州的一个市镇。总面积23.70平方公里，总人口1882人，其中男性939人，女性943人（2011年12月31日），人口密度79人/平方公里。